# Laval-sur-Doulon
Laval-sur-Doulon is een gemeente in het Franse departement Haute-Loire (regio Auvergne-Rhône-Alpes) en telt 62 inwoners (2009). De plaats maakt deel uit van het arrondissement Brioude.

## Geografie
De oppervlakte van Laval-sur-Doulon bedraagt 12,6 km², de bevolkingsdichtheid is dus 4,9 inwoners per km².
De onderstaande kaart toont de ligging van Laval-sur-Doulon met de belangrijkste infrastructuur en aangrenzende gemeenten.

## Demografie
Onderstaande figuur toont het verloop van het inwonertal (bron: INSEE-tellingen).